# Haworthia decipiens
Haworthia decipiens és una espècie del gènere Haworthia de la subfamília de les asfodelòidies.

## Descripció
Haworthia decipiens és una suculenta que té les fulles ascendents, ovoides, de vegades apuntades, formen una roseta amb un diàmetre de fins a 20 cm. el limbe foliar és de color verd brillant, relativament prim. Hi ha unes poques espines a la vora de la fulla i amples a la base.
La inflorescència pot arribar a fer fins a 40 cm de llargada. Les nombroses flors amples i densament empaquetades són planes a la base del tub floral.

## Distribució i hàbitat
Haworthia decipiens és comú a les províncies de sud-africanes del Cap Occidental i Cap Oriental.

## Taxonomia
Haworthia decipiens va ser descrita per Karl von Poellnitz i publicat a Repertorium novarum specierum regni vegetabilis 28: 103, a l'any 1930.
Etimologia
Haworthia: nom en honor del botànic britànic Adrian Hardy Haworth (1767-1833).
decipiens: epítet llatí que vol dir "enganyós".
Varietats acceptades
- Haworthia decipiens var. decipiens (varietat tipus)
- Haworthia decipiens var. cyanea M.B.Bayer
- Haworthia decipiens var. minor M.B.Bayer
- Haworthia decipiens var. virella M.B.Bayer
- Haworthia decipiens var. xiphiophylla (Baker) M.B.Bayer[5]